# Achsellücke
Als Achsellücken bezeichnet man einen zweigeteilten Spalt zwischen Muskeln im hinteren Schulterbereich.

## Achsellücken des Menschen

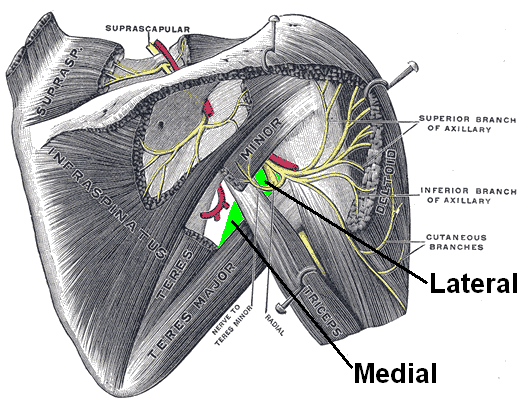
Achsellücken des Menschen

Die Achsellücken des Menschen liegen zwischen Musculus teres major und minor und werden durch den langen Kopf (Caput longum) des Musculus triceps brachii in ihre beiden Abteilungen unterteilt. Der Oberarmknochen (Humerus) begrenzt ebenfalls die laterale Lücke.
Durch die viereckige laterale Achsellücke ziehen der Nervus axillaris, die Arteria circumflexa humeri posterior und die Vena circumflexa humeri posterior.
Durch die dreieckige mediale Achsellücke ziehen die Arteria circumflexa scapulae und die Vena circumflexa scapulae.

## Achsellücken bei Haustieren
Bei den Haussäugetieren sind die Verhältnisse deutlich anders als beim Menschen. Hier werden die beiden Achsellücken durch den Musculus teres major geteilt. 
Die obere Achsellücke (Spatium axillare proximale) wird hinten vom Caput longum des Musculus triceps brachii, vorn vom Musculus coracobrachialis, oben vom Musculus subscapularis und unten vom Musculus teres major begrenzt. Durch sie treten der Nervus axillaris und die Arteria circumflexa humeri caudalis. Sie entspricht der lateralen Achsellücke des Menschen.
Die der medialen Achsellücke entsprechende Muskellücke wird in der Tieranatomie nicht bezeichnet. Stattdessen wird eine untere Achsellücke (Spatium axillare distale) definiert, die oben vom Musculus teres major, hinten vom Caput longum des Musculus triceps brachii und vorn vom Caput mediale des Musculus triceps brachii begrenzt wird. Durch sie tritt der Nervus radialis. Durch die scharfe Hinterkante der Sehne des Musculus teres major kann es in diesem Bereich zu einer Schädigung des Nervens und damit zu einer Radialislähmung kommen.